# Пілотаж
Пілота́ж (фр. pilotage) — просторове маневрування літального апарата, що має своєю метою ураження противника або виконання фігур в повітрі.
Пілотаж — маневри повітряного судна, які виконуються спеціально і характеризуються зміною його просторового положення і режиму польоту. За ступенем складності пілотаж поділяється на простий, складний і вищий, а за кількістю повітряних суден, які беруть у ньому участь, — на одиночний і груповий.
- Простий пілотаж — маневрування повітряного судна у повітрі з виконанням фігур пілотажу з кутами тангажу менш як 45° і з кренами до 60° включно (для вертольотів — з кутами тангажу до 20° і з кренами до 45° включно).
- Складний пілотаж — маневрування повітряного судна у повітрі з виконанням фігур пілотажу з кутами тангажу 45° і більше і з кренами понад 60° (для вертольотів з кутами тангажу понад 20° і з кренами понад 45°), а також фігур простого пілотажу, які виконуються у складі групи.
- Вищий пілотаж — маневрування повітряного судна з виконанням фігур складного пілотажу в їх поєднанні (подвійна півпетля, вертикальна вісімка, подвійна бочка, бочка на віражі, пікірування та гірка з кутом 60° і більше тощо). Крім того, до вищого пілотажу належать усі види переверненого польоту та виконання фігур з від'ємними перевантаженнями, а також фігури складного пілотажу, які виконуються у складі групи.[1]

## Фігури пілотажу
Фігурою пілотажу заведено називати рух літального апарата за заздалегідь визначеною траєкторією, при цьому йому надаються положення, не властиві горизонтальному польоту. З окремих фігур формуються комплекси, які демонструються на авіашоу і змаганнях.
Пілотаж заведено розрізняти за ступенем складності на простий, складний і вищий, за кількістю що беруть участь літальних апаратів — на одинарний і груповий.
Розподіл фігур пілотажу по складності змінюється в міру того, як удосконалюються літальні апарати. Багато фігур, які зараз відносять до простого пілотажу, раніше вважалися вищим пілотажем.

### Фігури простого пілотажу
- Віраж (з креном 15° і 30°)
- Горизонтальна вісімка
- Спіраль
- Пікірування (з кутами пікірування до 45°)
- Гірка (з кутами тангажу (кабрування) до 45°)
- Бойовий розворот

### Фігури складного пілотажу
- Віражі з креном понад 45°
- Переворот
- Мертва петля
- Переворот Іммельманна
- Пікірування (з кутом пікірування до 60°)
- Гірка (з кутом тангажу (кабрування) до 60°)
- Керована бочка
- Переворот на гірці
- Поворот на гірці (Ранверсман)
- Переворот на вертикалі
- Поворот на вертикалі (Хаммерхед)
- Штопор
- Штопорна бочка

### Фігури вищого пілотажу
До них належать всі інші фігури та їх комбінації.
- Кобра (перший виконавець — Ігор Вовк, уперше публічно виконав Віктор Пугачов)
- Дзвін
- Хук
- Чакра Фролова (кульбіт) — вперше виконав Євген Іванович Фролов в 1995 р. на літаку Су-35.
- Розворот на кобрі
- Переворот на дзвоні